# Donchery
 Donchery  es una población y comuna francesa, en la región de Champaña-Ardenas, departamento de Ardenas, en el distrito de Sedan y cantón de Sedan-Ouest.

## Historia
Villa fortificada fronteriza con los Países Bajos Españoles, después de la batalla de La Marfée fue ocupada y saqueada por tropas hispano-imperiales el 14 de julio de 1641.

## Demografía
| 1598 | 1963 | 2346 | 2293 | 2362 | 2393 |
| Para los censos de 1962 a 1999 la población legal corresponde a la población sin duplicidades (Fuente: INSEE [Consultar]) |      |      |      |      |      |